# Youngaia spinosa
Youngaia spinosa är en stekelart som beskrevs av Boucek 1974. Youngaia spinosa ingår i släktet Youngaia och familjen bredlårsteklar.
Artens utbredningsområde är Ghana. Inga underarter finns listade i Catalogue of Life.